# 거차수도
거차수도는 전라남도 진도군 조도면 조도에서 거차도 사이에 있는 수도이다.

## 해양지명
- 제정 해양지명 : 거차수도[1]
- 대표위치(WGS-84) : 34°16´22.6˝N, 125°55´18.1˝E
- 범위 : 전남 진도군 조도면 조도에서 거차도 사이 길이 약 12 km, 폭 약 3-5km의 수도